# 알프레드 페로

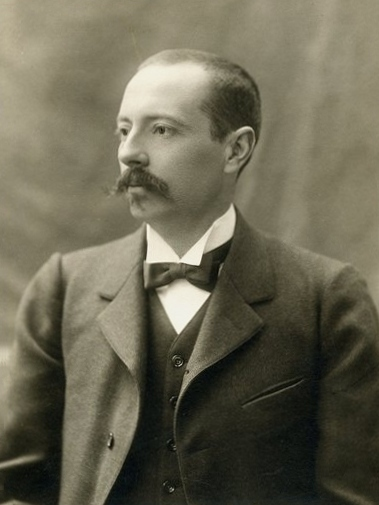

장바티스트 알프레드 페로(Jean-Baptiste Alfred Perot, 프랑스어: [pəʁo], 1863년 11월 3일 ~ 1925년 11월 28일)는 프랑스의 물리학자이다.
동료인 샤를 파브리와 함께 1899년에 파브리-페로 간섭계를 개발했다.
프랑스 과학 아카데미는 1912년에 그에게 얀센 메달을 수여했다. 왕립 학회는 1918년에 파브리와 페로에게 럼퍼드 메달을 수여했다.